# Montivilliers
Montivilliers là một xã thuộc bộ phận Seine-Hàng hải ở vùng Normandy ở miền bắc nước Pháp.

## Địa lý
Montivilliers là một thị trấn công nghiệp và nông nghiệp lớn bên bờ sông Lézarde ở Pays de Caux, nằm ngay 4 dặm (6,4 km) về phía bắc của Le Havre, ở ngã ba của đường D489, D52, D926 và D31.

## Lịch sử

### 1. Thời tiền sử
Nghiên cứu khảo cổ học được thực hiện vào những năm 1970 và tiết lộ dấu vết của sự sống có niên đại từ thời Cổ sinh với sự tồn tại của các bộ lạc định cư trong khu vực rất có thể bị thu hút bởi vô số dòng suối và sự phong phú của trò chơi hiện nay. Dấu vết của cuộc sống thời kỳ đồ đá mới cũng được ghi nhận với việc phát hiện ra môi trường sống trên cao nguyên của Grand Epaville có niên đại từ 2500 đến 1700 trước Công nguyên.

### 2. Cổ vật
Một số đồ vật thời Gallic, ngọc bích và đồng được tìm thấy trên những ngọn đồi nhìn xuống thành phố. Một con đường La Mã đi từ Harfleur đến Montivilliers đã được chứng thực, nó đã bị người Anh phá hủy vào năm 1415.

### 3. Thời đại của Saint Philibert
Giữa năm 682 và 684, trong chuyến đi đến Jumièges, Saint Philibert đã thành lập một tu viện phụ nữ ở đây theo yêu cầu của Saint Ouen, giám mục của Rouen. Tu viện này đã bị người Viking phá hủy hoàn toàn và sẽ không được tu sửa cho đến đầu thế kỷ 11, lần này là với đàn ông, được đặt dưới sự phụ thuộc của tu viện Fécamp. Không tìm thấy dấu vết kiến trúc của tu viện này và chúng ta không biết vị trí địa lý của tu viện này trong thành phố.

### 4. Thời trung cổ

#### Tu viện L'abbaye
Vào năm 1035, Công tước Robert the Magnificent trao quyền tự trị cho tu viện, một lần nữa trở thành tu viện của phụ nữ, được ban cho nhiều hàng hóa trong khu vực cho phép ông đảm nhận, dưới tu viện Elisabeth trong nửa sau của thế kỷ 11, công trình xây dựng trên nhà thờ lớn, một ví dụ tuyệt vời về kiến trúc Norman vào thời William the Conqueror. Robert the Magnificent, bằng cách kích thích việc tái thiết tu viện bị người Viking phá hủy, đã chí khôi phục nhà thờ trở lại thời kỳ huy hoàng trước đây, tuy nhiên nó đã bị phá hủy bởi bạo lực của những kẻ cướp bóc. Công tước xứ Normandy đã ban một sự miễn trừ hoàn toàn và hoàn toàn cho tu viện thay thế nó cho các chủ quyền thế tục và giáo hội. 
Vào thế kỷ 15, giáo xứ Saint-Sauveur, nơi đã nhận được bảy nhịp đầu tiên của gian giữa, đã bị cắt phía bắc, để nhân đôi nó bằng một con tàu lớn của Gothic. Từ thế kỷ XVI đến thế kỷ XVIII, tu viện luôn có ảnh hưởng lớn, đặc biệt là dưới tu viện của Louise de L'Hospital (1596-1643).

#### Sự phát triển của thành phố

##### a. Sự tái sinh của tu viện
Việc tái thiết và phát triển cuộc sống của tu viện Montivilliers dẫn đến sự phát triển kinh tế của lãnh thổ, nơi đã sớm thu hút dân chúng xung quanh tu viện để công tước xứ Normandy trao cho ông tình trạng đô thị bằng thư ngày 8 tháng 7 năm 1202 Thế kỷ thứ mười ba được đánh dấu bằng sự phát triển của thành phố và chắc chắn là sự bần cùng hóa của một bộ phận dân cư mà các tu viện đã cố gắng hạn chế bằng cách phân phát bánh mì và sau đó là một đồng xu vào các ngày lễ.

##### b. Thế kỷ mười bốn và cao trào
Thế kỷ thứ mười bốn đánh dấu đỉnh cao của ảnh hưởng kinh tế và văn hóa của thành phố. Các hoạt động thuộc da, màn treo là những nghề thủ công chính có mặt trên lãnh thổ. Ngoài ra còn có một xưởng đóng tàu và công trình muối. Vải của thành phố được cho là đẹp nhất ở Pháp và được xuất khẩu khắp châu Âu. Thằn lằn, rộng hơn và sâu hơn nhiều so với ngày nay, cho phép định tuyến thuyền và do đó buôn bán hàng hóa đến Harfleur. Các thị trường và hội chợ khu vực cũng được tổ chức tại Montivilliers, nơi sau đó đã trở thành lá phổi kinh tế của mũi Caux. Những thị trường này được tổ chức vào thứ năm hàng tuần, các tu viện đánh thuế đối với các sản phẩm được bán.
Lưu ý rằng chợ Montivilliers vẫn diễn ra cho đến ngày nay ở trung tâm thành phố và các thị trấn khác trong bang, chẳng hạn như Harfleur, đã bắt chước truyền thống này.

##### c. Cuộc chiến Trăm năm
Chiến tranh Trăm năm đánh dấu một kỷ nguyên kịch tính đối với Pháp và là một pháo đài cho Montivilliers. Các thương nhân giấu tất cả hàng hóa của họ và sống trong nỗi kinh hoàng của những người cộng sản của Charles the Bad, người đã tạm thời xâm chiếm thành phố, cướp bóc tu viện và khiến các nữ tu chạy trốn khỏi tu viện. Sau khi khởi hành, người Montivillons đã xây dựng một pháo đài, phần còn lại của thành lũy có thể nhìn thấy và nổi bật ngày nay, và người dân đã cố gắng chống lại các cuộc tấn công của người Anh đã lục soát toàn bộ đất nước Caux. Dân chúng bị đàn áp sau đó bỏ hoang vùng nông thôn. Montivilliers bắt đầu vào ngày 23 tháng 1 năm 1419 và các nữ tu, theo tiếng Anh, trở lại tu viện. Mãi đến cuối năm 1449, người Anh mới rời khỏi thành phố, bữa tiệc Giáng sinh năm 1449 sau đó được nhuốm một làn gió tự do.

### 5. Sự ra đời củaHavre de Grâcevà sự suy tàn
Sau Chiến tranh Trăm năm, thành phố đã tìm thấy một phần của nền kinh tế địa phương nhưng không tương đương với thế kỷ thứ mười bốn. Vào ngày 23 tháng 9 năm 1461, bằng sáng chế thư của mình, Louis XI đã xác nhận các đặc quyền của các thương nhân vải của thành phố, được cấp bởi Charles VI của Pháp, để thương mại của ông được tái lập2. Quyết định thành lập thành phố Le Havre hiện tại của vua François I đã được công bố vào ngày 26 tháng 1 năm 1517 cho người dân Montivilliers. Quyết định này đánh dấu bước ngoặt lớn trong lịch sử của thành phố. Cảng Le Havre de Grâce sau đó đã thu hút tất cả sự chú ý của nhà vua cũng như các khoản đầu tư của ông đối với sự bất lợi của Montivilliers, người dân trở nên nghèo hơn.

### 6. Cải cách Tin lành(La réforme protestante)
Cuộc cải cách tương đối thành công ở Normandy. Năm 1544, đã có một dấu vết về sự hiện diện của người Tin lành ở Montivilliers thông qua một hành động bi thảm. Vào ngày 18 tháng 12 năm 1544, hai người Tin lành từ Montivilliers, Richard Pouchet và Vincent Périer, đã bị thiêu sống thay cho tu viện theo lệnh của quốc hội Rouen vì "dị giáo".
Từ năm 1557, Jean Venable, một người bán rong ở Dieppe, phân phối ở vùng Caux và ở Lower Normandy, các tác phẩm của Martin Luther và Jean Calvin. Nhiều người theo đạo Tin lành trong số những người mặc quần áo của thành phố tạo nên danh tiếng và sự giàu có của Montivilliers.
Năm 1551, Mục sư Godard, người gốc Bolbec và được đào tạo tại Geneva, đến giảng đạo tại Montivilliers theo yêu cầu của tư sản thị trấn. Các giáo phái quy tụ 3.000 đến 5.000 người. Biên niên báo cáo rằng vào Lễ Phục sinh năm 1561, ông đã nhận được trong Bữa tiệc ly mới dành cho người lớn cuối cùng 850. Trong cuộc hỗn loạn của các cuộc chiến tranh tôn giáo, những người theo đạo Tin lành đã tìm nơi ẩn náu để cử hành lễ cúng của họ từ năm 1561 tại trang viên Bévilliers, nơi ở của Chúa tể Harfleur. Một ngôi đền đã được xây dựng trong một tòa nhà trong sân của trang viên bị phá hủy năm 1679 theo lệnh của quốc hội Paris.

### 7. Cách mạng Pháp
Thành phố này là thủ phủ của quận từ 1790 đến 1795 và được tiếp thu, từ năm 1795 đến 1800, các đô thị lân cận của Porte Assiguet, Porte Châtel và Porte Chef de Caux.
Tu viện bị các nữ tu bỏ rơi vào năm 1792; trong thời kỳ cách mạng, nó đã bị chiếm đóng theo nhiều cách khác nhau: văn phòng, nhà tù, đồn trú, cửa hàng, chuồng ngựa.
1804 - Montivilliers cài đặt mục sư chính thức đầu tiên được nhà nước trả lương, Mục sư Frédéric Fallot, gốc từ Longeville (Montbéliard). Sau đó, có 1.370 người Tin lành được xác định tại giáo xứ Montivilliers.

### 8. Thế kỷ 19
Các tòa nhà của tu viện được bán vào năm 1811, chúng được sử dụng trong suốt thế kỷ XIX cho mục đích công nghiệp (xay bông sau đó là nhà máy tinh chế đường và cuối cùng là nhà máy bia vào năm 1857) và sau đó được chuyển đổi thành nhà kho, nhà để xe và địa phương nhà.

### 9. Thế chiến thứ hai
Tchiến dịch của Pháp vào tháng 5 năm 1940, Montivilliers đã chào đón những thợ săn núi cao trong đồn trú tại các ngôi nhà của đường phố Vattelière. Xung quanh thành phố, quân đội của công viên Sư đoàn cao nguyên 51 và thường vào thị trấn. Sẽ không có chiến đấu trong giai đoạn này.
Quân đội Đức đến  thành phố Montivilliers vào ngày 13 tháng 6 năm 1940 thành phố Montivilliers. Sự chiếm đóng bắt đầu bằng việc thành lập một khu vực tập hợp cho quân đội, đặc biệt là trong các trường học của thành phố, đã trưng dụng. Các biệt thự xinh đẹp (đại lộ Foch và impasse des Villas, cũng như ở đầu đại lộ Clemenceau và các lâu đài của Ardennes hay Payénière) được sử dụng để giam giữ các sĩ quan.
Từ cuối năm 1940, sự kháng cự được tổ chức cho một vài hành động vẫn chỉ giới hạn ở một vài dây điện thoại bị cắt hoặc một vài lốp xe trên các phương tiện bị đâm thủng. Vào đêm 18 đến 19 tháng 9 năm 1941, sẽ có tiếng súng chống lại trọng điểm của trường nam sinh (nay là trường Jules-phà). Đây là một trong những ví dụ hiếm hoi trước khi phát hành các hành động hữu hình chống lại quân đội Đức. Vì các mạng vẫn kín đáo nhất có thể, nên việc thiết lập và tổ chức giờ H, phần Buckmaster mất nhiều thời gian. Việc xây dựng các lô cốt cho pháo đài Le Havre sẽ cho phép một số máy bay chiến đấu kháng chiến xâm nhập càng sát càng tốt để có thể lập bản đồ các boongke khác nhau nổi lên từ mặt đất theo yêu cầu của tổ chức Todt. Các văn phòng tuyển dụng được đặt tại tòa thị chính, tại 22 rue Thiers và 58 đại lộ Foch, cũng như tại 6 rue Bonvoisin để khiếu nại.
Trong đêm từ ngày 5 đến ngày 6 tháng 6 năm 1944, một chiếc tàu lượn rơi xuống cánh đồng của trang trại Lemaître, tuyến đường d'Octeville. Nó sẽ là đối tượng của sự ham muốn đối với những người săn đồ lưu niệm, nhưng sẽ sớm thôi, các nhà tù Đức sẽ được đăng lên để cho phép phá hủy tàu lượn. Các phi công sẽ được giấu với một thành viên của Kháng chiến, ông Gaston Rioult, người làm vườn ở chợ.
Vào ngày 1 tháng 9 năm 1944, khoảng 3 giờ chiều, Đội 1 của phi đội bọc thép của lữ đoàn Piron đã đến để quan sát tại Montivilliers. Vào ngày 2 tháng 9, Sư đoàn 49 của Anh, Lữ đoàn Piron, mặc dù đội quân đồng minh đầu tiên trên đất Montivilliers sẽ không tham gia giải phóng thành phố. 
Vào năm 1968, giáo xứ Tin Lành Montivilliers gắn liền với giáo xứ Le Havre.
Năm 1975, đô thị Montivilliers bắt đầu phản ánh về tương lai của trang abbey lên đến đỉnh điểm vào năm 1977. Giai đoạn đầu tiên của công trình cho phép cài đặt vào năm 1994 của thư viện Condorcet tại nhà của các tu viện. Giai đoạn thứ hai, được thực hiện từ năm 1997 đến năm 2000, cho phép phục hồi các không gian trong kiến trúc ban đầu của họ, tạo ra tuyến đường trình diễn "CoeurHotelbbaye" và lắp đặt một phòng để triển lãm tạm thời trong công trình kiến trúc Gothic.

## Thông tin nhân khẩu
| 1793  | 1800  | 1806  | 1821  | 1831  | 1836  | 1841  | 1846  | 1901  | 1931  | 1962  | 1999   | 2006   | 2016   | 2017   |
| ----- | ----- | ----- | ----- | ----- | ----- | ----- | ----- | ----- | ----- | ----- | ------ | ------ | ------ | ------ |
| 1 886 | 3 600 | 3 793 | 3 603 | 3 828 | 3 843 | 3 920 | 4 029 | 5 491 | 6 912 | 8 427 | 16 556 | 16 174 | 15 942 | 15 612 |

## Nhân vật nổi tiếng
- Bernard Antoinette, cầu thủ bóng đá
- Isaac de Larrey (1639–1719), nhà sử học người Pháp được sinh ra ở Montvilliers
- Arthur Good (1853–1928), kỹ sư, nhà giáo dục khoa học, tác giả và nghệ sĩ biếm họa người Pháp đã viết dưới bút danh "Tom Tit"
- Sébastien Lepape, vận động viên trượt băng tốc độ ngắn, ra đời ở đây vào năm 1991
- Lys Mousset, cầu thủ bóng đá chuyên nghiệp
- Jean Prévost, nhà văn, sống ở đây khi cha ông là hiệu trưởng của một trường học địa phương